# Futbol'nyj Klub Zenit Sankt-Peterburg 2012-2013
Questa voce raccoglie le informazioni riguardanti il Futbol'nyj Klub Zenit Sankt-Peterburg nelle competizioni ufficiali della stagione 2012-2013.

## Stagione
Dopo la vittoria nella precedente stagione, la squadra non riuscì a ripetersi, finendo seconda alle spalle del CSKA Mosca.
In Coppa, dopo aver eliminato Baltika (2-1 in trasferta), Mordovija (2-0, sempre in trasferta) e Kuban' (4-3 ai rigori, stavolta in casa), fu eliminato dall'Anži in semifinale (sconfitta casalinga per 1-0).
In Champions, qualificata direttamente alla fase a gironi, finì terzo nel Girone C dietro Malaga e Milan, retrocedendo in Europa League.
In quest'ultima competizione pescò subito il Liverpool: ebbe ragione degli inglesi grazie alla regola dei gol fuori casa (vittoria 2-0 in casa, sconfitta 3-1 in trasferta), ma agli ottavi fu eliminato dagli svizzeri del Basilea (sconfitta 2-0 fuori casa e vittoria 1-0 in casa).

## Rosa
| N. |                       | Ruolo | Calciatore          |
| -- | --------------------- | ----- | ------------------- |
| 2  | Russia (bandiera)     | D     | Aleksandr Anjukov   |
| 3  | Portogallo (bandiera) | D     | Bruno Alves         |
| 4  | Italia (bandiera)     | D     | Domenico Criscito   |
| 6  | Belgio (bandiera)     | D     | Nicolas Lombaerts   |
| 9  | Russia (bandiera)     | A     | Aleksandr Bucharov  |
| 10 | Portogallo (bandiera) | A     | Danny               |
| 11 | Russia (bandiera)     | A     | Aleksandr Keržakov  |
| 13 | Portogallo (bandiera) | D     | Neto                |
| 14 | Slovacchia (bandiera) | D     | Tomáš Hubočan       |
| 15 | Russia (bandiera)     | C     | Roman Širokov       |
| 16 | Russia (bandiera)     | P     | Vjačeslav Malafeev  |
| 18 | Russia (bandiera)     | C     | Konstantin Zyrjanov |

| N. |                        | Ruolo | Calciatore         |
| -- | ---------------------- | ----- | ------------------ |
| 20 | Russia (bandiera)      | C     | Viktor Fajzulin    |
| 21 | Serbia (bandiera)      | D     | Milan Rodić        |
| 24 | Serbia (bandiera)      | D     | Aleksandar Luković |
| 25 | Russia (bandiera)      | C     | Sergej Semak       |
| 27 | Russia (bandiera)      | C     | Igor Denisov       |
| 28 | Belgio (bandiera)      | C     | Axel Witsel        |
| 29 | Brasile (bandiera)     | A     | Hulk               |
| 30 | Bielorussia (bandiera) | P     | Jury Žaŭnoŭ        |
| 34 | Russia (bandiera)      | C     | Vladimir Bystrov   |
| 50 | Russia (bandiera)      | D     | Igor Cheminava     |
| 77 | Montenegro (bandiera)  | A     | Luka Đorđević      |

## Risultati

### Prem'er-Liga
| San Pietroburgo 22 luglio 2012 1ª giornata | Zenit San Pietroburgo | 2 – 0 referto | Amkar Perm' | Stadio Petrovskij |

| San Pietroburgo 28 luglio 2012 2ª giornata | Zenit San Pietroburgo | 2 – 0 referto | Dinamo Mosca | Stadio Petrovskij |

| Mosca 4 agosto 2012 3ª giornata | CSKA Mosca | 1 – 3 referto | Zenit San Pietroburgo | Stadio Lužniki |

| San Pietroburgo 11 agosto 2012 4ª giornata | Zenit San Pietroburgo | 5 – 0 referto | Spartak Mosca | Stadio Petrovskij |

| Machačkala 19 agosto 2012 5ª giornata | Anži | 1 – 1 referto | Zenit San Pietroburgo | Stadio Dinamo |

| San Pietroburgo 25 agosto 2012 6ª giornata | Zenit San Pietroburgo | 1 – 2 referto | Rubin | Stadio Petrovskij |

| Saransk 31 agosto 2012 7ª giornata | Mordovija | 0 – 3 referto | Zenit San Pietroburgo | Start Stadion |

| San Pietroburgo 14 settembre 2012 8ª giornata | Zenit San Pietroburgo | 0 – 2 referto | Terek Groznyj | Stadio Petrovskij |

| Samara 22 settembre 2012 9ª giornata | Kryl'ja Sovetov Samara | 2 – 2 referto | Zenit San Pietroburgo | Stadio Metallurg (Samara) |

| San Pietroburgo 29 settembre 2012 10ª giornata | Zenit San Pietroburgo | 1 – 1 referto | Lokomotiv Mosca | Stadio Petrovskij |

| Krasnodar 7 ottobre 2012 11ª giornata | Krasnodar | 0 – 2 referto | Zenit San Pietroburgo | Stadio Kuban' |

| San Pietroburgo 20 ottobre 2012 12ª giornata | Zenit San Pietroburgo | 1 – 0 referto | Kuban' | Stadio Petrovskij |

| Vladikavkaz 27 ottobre 2012 13ª giornata | Alanija Vladikavkaz | 2 – 3 referto | Zenit San Pietroburgo | Respublikanskij stadion Spartak |

| San Pietroburgo 2 novembre 2012 14ª giornata | Zenit San Pietroburgo | 2 – 1 referto | Rostov | Stadio Petrovskij |

| Nižnij Novgorod 11 novembre 2012 15ª giornata | Volga Nižnij Novgorod | 1 – 2 referto | Zenit San Pietroburgo | Stadio Lokomotiv |

| Chimki 17 novembre 2012 16ª giornata | Dinamo Mosca | + – - referto | Zenit San Pietroburgo | Arena Chimki |

| San Pietroburgo 26 novembre 2012 17ª giornata | Zenit San Pietroburgo | 1 – 1 referto | CSKA Mosca | Stadio Petrovskij |

| Mosca 30 novembre 2012 18ª giornata | Spartak Mosca | 2 – 4 referto | Zenit San Pietroburgo | Stadio Lužniki |

| San Pietroburgo 10 dicembre 2012 19ª giornata | Zenit San Pietroburgo | 1 – 1 referto | Anži | Stadio Petrovskij |

| Kazan' 10 marzo 2013 20ª giornata | Rubin | 1 – 0 referto | Zenit San Pietroburgo | Stadio Centrale di Kazan' |

| San Pietroburgo 17 marzo 2013 21ª giornata | Zenit San Pietroburgo | 1 – 0 referto | Mordovija | Stadio Petrovskij |

| Groznyj 31 marzo 2013 22ª giornata | Terek Groznyj | 0 – 3 referto | Zenit San Pietroburgo | Achmat-Arena |

| San Pietroburgo 7 aprile 2013 23ª giornata | Zenit San Pietroburgo | 1 – 0 referto | Kryl'ja Sovetov Samara | Stadio Petrovskij |

| Mosca 13 aprile 2013 24ª giornata | Lokomotiv Mosca | 0 – 1 referto | Zenit San Pietroburgo | Stadio Lokomotiv |

| San Pietroburgo 21 aprile 2013 25ª giornata | Zenit San Pietroburgo | 1 – 0 referto | Krasnodar | Stadio Petrovskij |

| Krasnodar 28 aprile 2013 26ª giornata | Kuban' | 2 – 2 referto | Zenit San Pietroburgo | Stadio Kuban' |

| San Pietroburgo 4 maggio 2013 27ª giornata | Zenit San Pietroburgo | 4 – 0 referto | Alanija Vladikavkaz | Stadio Petrovskij |

| Rostov sul Don 12 maggio 2013 28ª giornata | Rostov | 1 – 1 referto | Zenit San Pietroburgo | Stadio Olimp-2 |

| San Pietroburgo 19 maggio 2013 29ª giornata | Zenit San Pietroburgo | 3 – 1 referto | Volga Nižnij Novgorod | Stadio Petrovskij |

| Perm' 26 maggio 2013 30ª giornata | Amkar Perm' | 0 – 0 referto | Zenit San Pietroburgo | Stadio Zvezda |

### Coppa di Russia
| Kaliningrad 25 settembre 2012 Sedicesimi di finale | Baltika | 1 – 2 referto | Zenit San Pietroburgo | Stadio Baltika |

| Saransk 30 ottobre 2012 Ottavi di finale | Mordovija | 0 – 2 referto | Zenit San Pietroburgo | Start Stadion |

| San Pietroburgo 17 aprile 2013 Quarti di finale | Zenit San Pietroburgo | 0 – 0 (d.t.s.) referto | Kuban' | Stadio Petrovskij |
| \| \| \| \| \| \| Tiri di rigore 4 – 3 \| \|    |                       |                        |        |                   |
|                                                 |                       |                        |        |                   |
|                                                 | Tiri di rigore 4 – 3  |                        |        |                   |

| San Pietroburgo 8 maggio 2013 Semifinali | Zenit San Pietroburgo | 0 – 1 referto | Anži | Stadio Petrovskij |

### Champions League
| Arbitro: | Mark Clattenburg |

|                          |           |  |
| Isco 3’, 76’ Saviola 13’ | Marcatori |  |

| Arbitro: | Felix Brych |

|                         |           |                                                   |
| Hulk 45+2’ Shirokov 50’ | Marcatori | 13’ Emanuelson 16’ El Shaarawy 75’ (aut.) Hubočan |

| Arbitro: | Ivan Bebek |

|                      |           |  |
| Kerzhakov 73’ (rig.) | Marcatori |  |

| Arbitro: | Antony Gautier |

|             |           |  |
| Mbokani 17’ | Marcatori |  |

| Arbitro: | Olegário Benquerença |

|                        |           |                            |
| Danny 48’ Fayzulin 87’ | Marcatori | 8’ Buonanotte 9’ Fernández |

| Arbitro: | Tony Chapron |

|  |           |           |
|  | Marcatori | 35’ Danny |

### Europa League
| Arbitro: | Carlos Velasco Carballo |

|                    |           |  |
| Hulk 69’ Semak 72’ | Marcatori |  |

| Arbitro: | Björn Kuipers |

|                           |           |          |
| Suárez 28’, 59’ Allen 43’ | Marcatori | 19’ Hulk |

| Arbitro: | Daniele Orsato |

|                            |           |  |
| Díaz 83’ Frei 90+3’ (rig.) | Marcatori |  |

| Arbitro: | Paweł Gil |

|            |           |  |
| Witsel 30’ | Marcatori |  |